# Comté de Liège
 (mai 2012).
Si vous disposez d'ouvrages ou d'articles de référence ou si vous connaissez des sites web de qualité traitant du thème abordé ici, merci de compléter l'article en donnant les références utiles à sa vérifiabilité et en les liant à la section « Notes et références ».

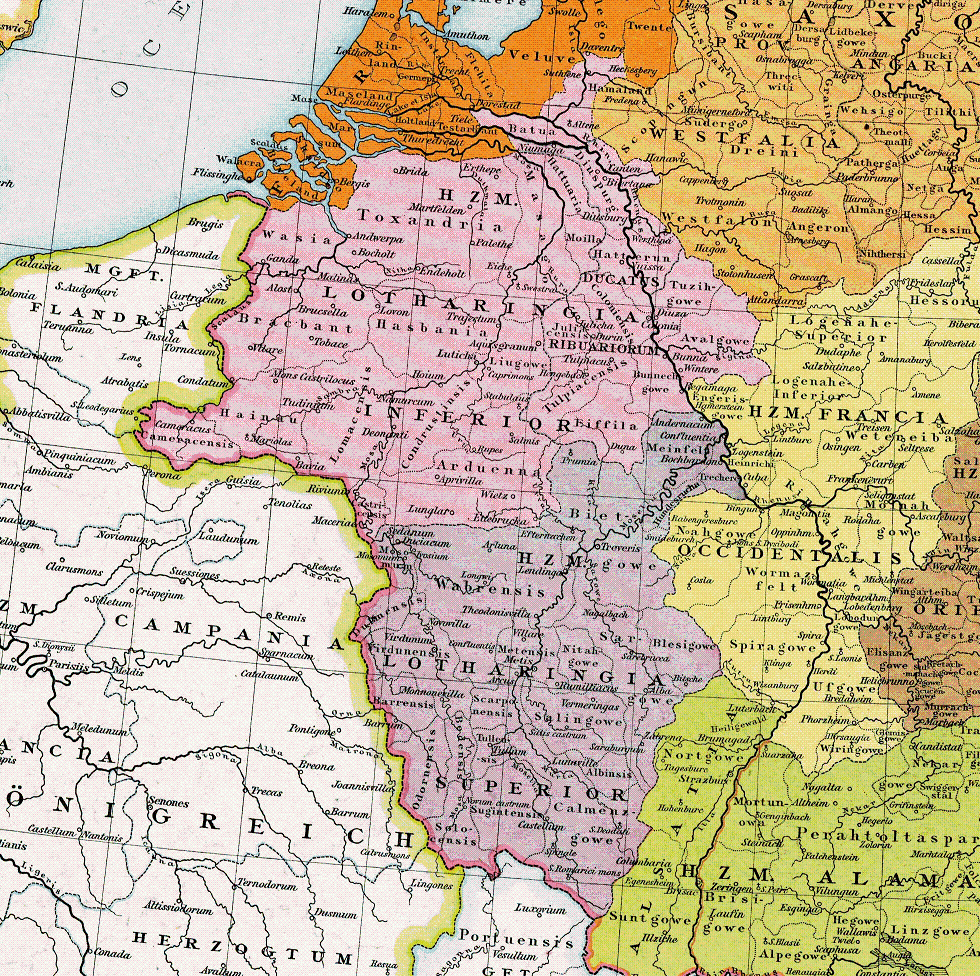
La Lotharingie vers l'an 1000

Le Comté de Liège, Lüttichgau, Luikgouw, Luihgau est un comté carolingien de la Lotharingie inférieure.
Le Luihgau apparaît comme un comté franconien en 779 sous le nom de  Pagus Leuhius.

## Étymologie
Le nom provient de leudi qui voudrait dire peuple libre, et Gau, comté carolingien. Le changement en Lüttichgau qui apparaît au IXe siècle repose sur une erreur de traduction, due à l'ignorance des noms d'origine.

## Topographie
Le Comté s'étendait au XIe siècle, de la Meuse à Liège peu avant Aix-la-Chapelle.
Il était limité au nord par la Gueule (rivière), à l'Est par les pagi de Juliers et de Zulpich, au sud par la Warche, l'Amblève et l'Ourthe. À l'ouest ses limites sont discutées.

## Composition
- le pagus liuvensi (on trouve Pagus Luighau, Luigas, Liugowe ou pagus Liuvensi[2])
- le pagus harvia qui deviendra le quartier wallon du Comté de Limbourg
- le pagus jobvilla, domaine des pépinides qui deviendra l'Avouerie de Fléron
- le pagus Limbourg (qui deviendra le Lengau, Comté de Limbourg) au XIIe siècle
- le pagus Caprimons
- la foresta de Tectis (Theux) qui deviendra le Marquisat de Franchimont
- le pagus de Fouron ou Fouron le Comte qui deviendra le Comté de Dalhem.

## Siège
Né des démembrements successifs de l'empire de Charlemagne (traité de Verdun en 843), longtemps ballotté entre la Francie orientale (à l'origine de l'Allemagne) et la Francie occidentale (à l'origine de la France)

## Comtes carolingiens du Luihgau
- Régnier
- 898-920 : Sigard de Hainaut (mort en 920). En 911, La Lotharingie est de nouveau rattachée à la Francie Occidentale, mais Sigard conserve sa charge comtale.
- Gislebert cité en 922
- Immo cité en 958
- Richer de Mons ou Richar (ou Rizicho) d'Aspel (mort en 973), cité en 966, est signalé Graf des Lüttichgaues,
- Godefroid ou Godizo de Aspel Heimbach, son fils, comte Hamaland et du Lüttichgau, (mort vers 1011/15)[3],[4].